# Дмитрий Фурманов (теплоход)
Симфония севера — комфортабельный четырёхпалубный теплоход проекта 302 (тип «Дмитрий Фурманов»), рассчитанный на 285 пассажиров. Эксплуатировался круизной компанией «Созвездие» по Волге, Волго-Балту и Неве по маршруту Санкт-Петербург — Москва. Ныне принадлежит компании «Инфофлот». Ранее носил название «Дмитрий Фурманов».

## История судна
Судно под строительным номером 378 было построено на верфи VEB Elbewerften Boizenburg/Roßlau в Бойценбурге на берегу Эльбы в ГДР 30 июня 1983 года. Судно I серии является одним из 28 теплоходов проекта 302 (тип «Дмитрий Фурманов»), проект 302), немецкое обозначение — BiFa 129M (нем. Binnenfahrgastschiff), пассажирское каботажное судно 129 метров, явившегося усовершенствованием проекта 301 (тип «Владимир Ильич»).
С 1991 года судно осуществляло круизы по российским рекам в основном для иностранных туристов по маршруту Санкт-Петербург — Москва. В 2012 году теплоход вернулся на внутренний рынок
С навигации 2016 года теплоход находится в долгосрочном бербоут-чартере у судоходной компании «Инфофлот» и работает под маркой «Созвездие Инфофлота» (компания Инфофлот) на внутреннем рынке.

## На борту
К услугам пассажиров одно-, двух- и четырёхместные каюты с удобствами (душ, санузел, кондиционер, радио):
На судне имеется:
2 каюты класса «ЛЮКС»
8 одноместных кают,
126 двухместных одноярусных кают,
12 четырёхместных двухъярусных кают.
2 ресторана, 3 бара, конференц-зал, солярий на свежем воздухе, сауна, медицинский пункт, сувенирный киоск, гладильная комната.